# マリーア・ベアトリーチェ・デステ
マリーア・ベアトリーチェ・リッチャルダ・デステ（Maria Beatrice Ricciarda d'Este, 1750年4月6日 - 1829年11月24日）は、マッサおよびカッラーラ公国の女性統治者（在位：1790年 - 1797年、1815年 - 1829年）。モデナおよびレッジョ公国を治めたエステ家の女子相続人でもあり、オーストリア＝エステ家の始祖である。

## 生涯
モデナ公エルコレ3世とその妻のマッサ＝カッラーラ女公マリーア・テレーザの間の一人娘として生まれた。両親は不仲で別居をしていたため、男子の世継ぎをもうけることは出来ないと思われた。このためマリーア・ベアトリーチェは幼い頃からモデナ＝レッジョとマッサ＝カッラーラの4つの公爵領の相続人と見なされ、求婚者は数多くいた。中でもイタリア半島への影響力を拡大しようと目論むハプスブルク帝国の統治者マリア・テレジアは、1754年に四男のフェルディナントとマリーア・ベアトリーチェとの婚約を成立させることに成功した。
マリーア・ベアトリーチェとフェルディナント大公の結婚式は1771年10月15日にミラノで執り行われた。この婚礼のために、ヴォルフガング・アマデウス・モーツァルトの『アルバのアスカーニオ』、ヨハン・アドルフ・ハッセの『ルッジェーロ』の2つの歌劇が制作された。夫妻はモデナで暮らすことになった。マリーア・ベアトリーチェは女子であるためモデナ＝レッジョ公爵位を継ぐことが出来ず、父エルコレ3世の死後は彼女の最年長の息子が公爵位を継ぐと定められた。一方、1790年に母マリーア・テレーザが死ぬと、マリーア・ベアトリーチェは女子相続の可能なマッサ＝カッラーラ公爵位を継承した。
1797年にフランス軍が北イタリアを征服すると、マリーア・ベアトリーチェは家族と一緒に夫の故郷オーストリアに逃れた。そして1815年にマッサ＝カッラーラ公国の統治権を回復した後も、公国の行政は役人に委ね、オーストリアに住み続けた。1829年にマリーア・ベアトリーチェが死ぬと、マッサ＝カッラーラは彼女の長男フランツが統治するモデナ公国に併合された。

## 子女
- ヨーゼフ・フランツ （1772年）
- マリア・テレジア・ヨハンナ・ヨゼフィーネ （1773年 - 1832年） - 1789年、サルデーニャ王ヴィットーリオ・エマヌエーレ1世と結婚
- ヨゼフィーネ・フェルディナンダ・ヨハンナ・アンブロシアナ （1775年 - 1777年）
- マリア・レオポルディーネ・アンナ・ヨゼフィーネ・ヨハンナ （1776年 - 1848年） - 1795年にバイエルン＝プファルツ選帝侯カール・テオドールと結婚、1804年にアルコ伯爵ルートヴィヒと再婚
- フランツ・ヨーゼフ・カール・アンブロシウス・シュタニスラウス （1779年 - 1846年） - モデナ公フランチェスコ4世
- フェルディナント・カール・ヨーゼフ （1781年 - 1850年）
- マクシミリアン・ヨーゼフ・ヨハン・アンブロシウス・カール （1782年 - 1863年）
- マリア・アントーニア （1784年 - 1786年）
- カール・アンブロシウス・ヨーゼフ・ヨハン・バプティスト （1785年 - 1809年） - グラン大司教、ハンガリー首座大司教
- マリア・ルドヴィカ・ベアトリクス・アントーニア・ヨーゼファ・ヨハンナ （1787年 - 1816年） - 1808年、オーストリア皇帝フランツ1世と結婚